# Байцюань
Байцюа́нь (кит. упр. 拜泉, пиньинь Bàiquán) — уезд городского округа Цицикар провинции Хэйлунцзян (КНР). Название района — это сокращение от «Бабай цюаньцзы» (巴拜泉子), что означает «источник Бабай». «Бабай» — это монгольское слово, в переводе означающее «драгоценный»; по-монгольски источник называется «Бабай-булак».

## История
Когда в 1905 году провинция Хэйлунцзян начала переход от военной системы управления к гражданской, то в этих местах в 1906 году был создан уезд Байцюань.
С августа 1958 года уезд Байцюань находился в составе Специального района Нэньцзян (嫩江专区, впоследствии — Нэньцзянского округа (嫩江地区)), а когда он в 1960—1961 был временно ликвидирован — подчинялся непосредственно Цицикару. Когда в 1985 году Нэньцзянский округ был расформирован, Байцюань стал уездом городского округа Цицикар.

## Административное деление
Уезд Байцюань делится на 7 посёлков и 9 волостей.
| №  | Название | Название (кит.) | Статус  | Население чел. (2010) | На карте                         |
| -- | -------- | --------------- | ------- | --------------------- | -------------------------------- |
| 1  | Байцюань | 拜泉镇          | поселок | 86872                 | 47°36′21″ с. ш. 126°05′16″ в. д. |
| 2  | Саньдао  | 三道镇          | поселок | 48840                 | 47°25′03″ с. ш. 126°24′02″ в. д. |
| 3  | Синнун   | 兴农镇          | поселок | 39469                 | 47°48′03″ с. ш. 125°57′29″ в. д. |
| 4  | Чанчунь  | 长春镇          | поселок | 36914                 | 47°43′56″ с. ш. 125°39′31″ в. д. |
| 5  | Лунцюань | 龙泉镇          | поселок | 36760                 | 47°24′51″ с. ш. 125°57′39″ в. д. |
| 6  | Фэнчань  | 丰产乡          | волость | 36172                 | 47°37′44″ с. ш. 125°50′49″ в. д. |
| 7  | Синьшэн  | 新生乡          | волость | 28972                 | 47°26′20″ с. ш. 126°09′32″ в. д. |
| 8  | Айнун    | 爱农乡          | волость | 28606                 | 47°22′31″ с. ш. 125°43′05″ в. д. |
| 9  | Гофу     | 国富镇          | поселок | 26458                 | 47°39′00″ с. ш. 126°23′42″ в. д. |
| 10 | Синхуа   | 兴华乡          | волость | 25376                 | 47°41′48″ с. ш. 126°03′21″ в. д. |
| 11 | Фуцян    | 富强镇          | поселок | 25091                 | 47°28′34″ с. ш. 125°47′31″ в. д. |
| 12 | Шаншэн   | 上升乡          | волость | 21930                 | 47°38′40″ с. ш. 126°13′48″ в. д. |
| 13 | Дачжун   | 大众乡          | волость | 21049                 | 47°47′41″ с. ш. 125°52′24″ в. д. |
| 14 | Юнцинь   | 永勤乡          | волость | 20618                 | 47°32′29″ с. ш. 125°47′59″ в. д. |
| 15 | Синго    | 兴国乡          | волость | 18406                 | 47°32′24″ с. ш. 126°10′46″ в. д. |
| 16 | Шичжун   | 时中乡          | волость | 18233                 | 47°31′33″ с. ш. 125°57′36″ в. д. |

## Соседние административные единицы
Уезд Байцюань на западе граничит с уездом Иань, на севере — с уездами Кэшань и Кэдун, на востоке и юге — с городским округом Суйхуа.